# Encalyptaceae
Encalyptaceae es una familia de musgos pertenercientes al orden Encalyptales.  Incluye dos géneros

## Géneros
- Bryobrittonia
- Encalypta